# Дакар (подводная лодка)
INS Dakar 77-צ («Ца́де-77», ивр. אח"י דקר‎, изначально — HMS Totem) — подводная лодка ВМС Израиля. Погибла по неустановленной причине во время перехода из Англии к месту базирования в Хайфу в 1968 году.

## История приобретения лодки
В середине 60-х годов XX века Израиль находился в окружении враждебно настроенных соседей, в преддверии новой войны.
В этой обстановке было принято решение об усилении военно-морских сил, и, в частности, о приобретении для них новых подводных лодок.
По планам предполагалось иметь в составе флота три лодки, исходя из расчёта «одна лодка — в море, одна — в базе, одна — в ремонте».
Полученные в 1958 году две бывшие лодки Королевского Военно-морского флота Великобритании (в израильских ВМС: 71-צ «Танин» и 73-צ «Рахав») этим требованиям не соответствовали ввиду полной выработки своего ресурса: например, во время Шестидневной войны 1967 года только что списанный и срочно возвращённый в строй «Рахав» уже не мог погружаться, и использовался как надводный сторожевой корабль.
Исходя из этого, в 1965 году Израиль покупает в Великобритании новую партию лодок: 75-צ «Ливьятан», 77-צ «Дакар» и 79-צ «Долфин».
В Портсмут были направлены экипажи для ознакомления с техникой.

## Тактико-технические характеристики
Все три лодки принадлежали к третьей группе лодок класса Тритон, были построены в 1943—1945 годах в Девонпорте, и в Королевском флоте имели названия соответственно HMS Turpin, HMS Totem и HMS Truncheon.
Это были большие дизельные подводные лодки с подводным водоизмещением 1560 тонн, дальностью плаванья 4500 миль, вооружённые 100-мм орудием и 10 торпедными аппаратами.
В середине 1950-х годов они прошли модернизацию, в результате чего прочный корпус лодок был удлинён на 4 м, лёгкий корпус сделали более обтекаемым, рубка была тоже полностью переделана. Установили два дополнительных электромотора, а артиллерийское вооружение с лодок было снято.
После покупки «Ливьятан» и «Дакар» прошли ремонт и модернизацию в Портсмуте, «Долфин» был отремонтирован уже в Израиле.

## Гибель «Дакара»
«Ливьятан» прибыл в Израиль 12 июля 1967 года, «Долфин» — 5 февраля 1968 года.
9 января 1968 года «Дакар» без вооружения, с 69 членами экипажа на борту, вышел из Портсмута в Хайфу. 15 января была дозаправка в Гибралтаре.
Торжественная встреча «Дакара» была назначена на 29 января 1968 года. В мероприятии должен был принимать участие премьер-министр Израиля Леви Эшколь.
В 10:00 утра 24 января «Дакар» проследовал мимо острова Крит, о чём командир лодки Яков Ранаан сообщил на базу в Хайфу, указав точные координаты нахождения лодки на тот момент.
25 января в 00:02 Ранаан сообщил, что он следует с опережением графика и может прийти в Хайфу на сутки раньше.
Переносить торжества не было необходимости, поэтому на «Дакар» передали приказ прибыть в порт точно в установленный срок.
Через 6 часов должен был состояться следующий сеанс связи, но «Дакар» на него уже не вышел.
Поиски пропавшей лодки продолжались больше двух месяцев — официально об их прекращении было заявлено 6 марта 1968 года. В Израиле был объявлен траур по погибшим морякам.
Однако спустя год рыбак из Хан-Юниса в Секторе Газа, находившегося в тот момент под израильским контролем, обнаружил на берегу аварийный буй с «Дакара».
Буй был послан на экспертизу в Англию, где на его поверхности были обнаружены морские организмы, характерные для определённого района в северной части Средиземного моря.
Кроме того, установили, что буй всплыл с глубины 300 метров, из чего сделали вывод, что лодка должна лежать недалеко от побережья.
Поиски были возобновлены, однако опять не принесли результатов.

## Обнаружение «Дакара»

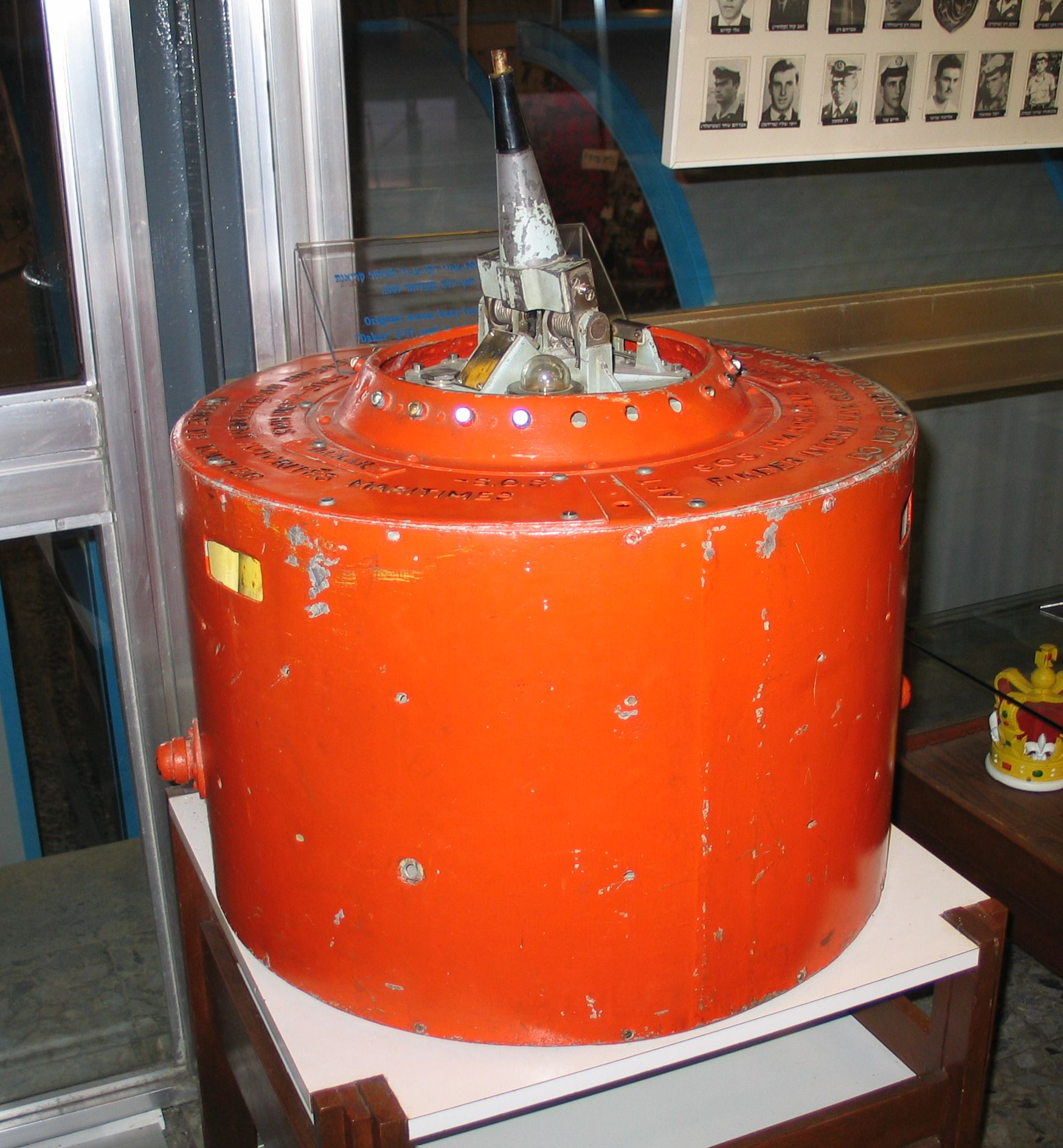
Аварийный буй с погибшей лодки.

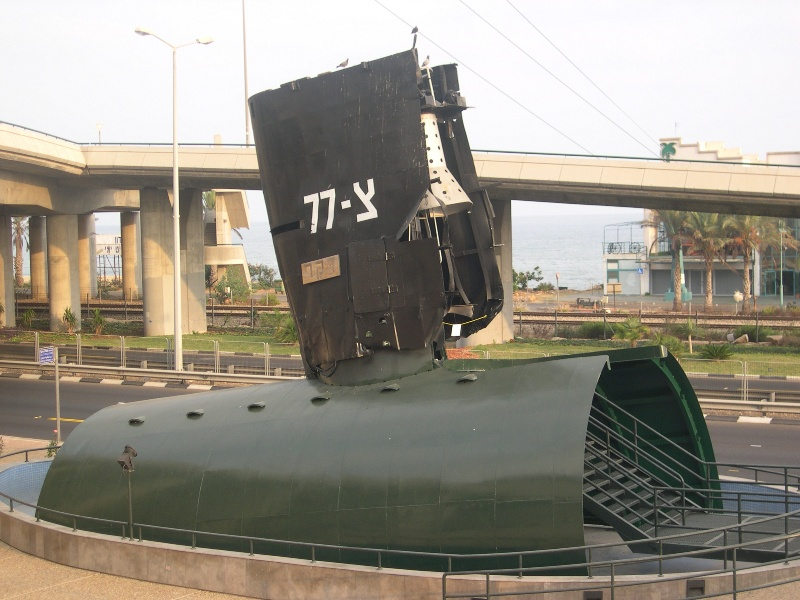
Рубка «Дакара» в Военно-морском музее, Хайфа

Израиль искал «Дакар» с помощью различных международных организаций долгие 30 лет. Было снаряжено 25 поисковых экспедиций, не достигших результата. Израильскими ВМС был обещан приз в $300 000 тому, кто предоставит информацию о возможном местонахождении «Дакара».
Когда все предпринятые меры результата не принесли, было решено обратиться к услугам частной поисковой фирмы.
Ей оказалась «Неотикус» — небольшая американская фирма, обладающая современным оборудованием и огромным опытом ведения подобных работ.
На её счету обнаружение «Титаника», а также множества кораблей, затонувших во время Второй мировой войны.
Между «Неотикус» и ВМС Израиля был подписан контракт стоимостью в полтора миллиона долларов, и было решено вести поиски по маршруту следования «Дакара».
Работы начались в середине апреля 1999 года и за несколько недель был просканирован участок размером 150 на 10 километров.
Утром 29 мая 1999 года между Критом и Кипром на глубине 3 000 метров был обнаружен подозрительный предмет.
Глубоководный робот был спущен на морское дно и передал первые снимки находки — ей оказалась затонувшая подводная лодка.
При более детальном изучении снимков, а также при повторном использовании глубоководного робота израильские специалисты пришли к выводу, что это «Дакар».
В дальнейшем на поверхность удалось поднять фрагмент рубки погибшей лодки — теперь он экспонируется в Музее Военно-морского флота Израиля в Хайфе. Каждый год 25 января происходит траурная церемония с участием моряков-подводников и членов семей экипажа.

## Версии гибели «Дакара»
- Атака сил ПЛО ВМФ СССР. Ещё во время первых поисков было предположено, что «Дакар» погиб в результате атаки советских противолодочных кораблей — как раз в январе 1968 года в восточной части Средиземного моря проходили совместные учения 5-й оперативной эскадры ВМФ СССР и соединения кораблей египетских ВМС. Однако в результате исследования корпуса лодки данная версия была окончательно опровергнута.
- Столкновение с морской миной. На том же основании была отвергнута версия о столкновении лодки с морской миной времён Второй мировой войны.
- Техническая неисправность. Наиболее вероятными версиями на текущий момент являются версии о гибели лодки в результате технической неисправности (лодка находилась в строю 25 лет), либо из-за ошибки экипажа.

## Mемориал

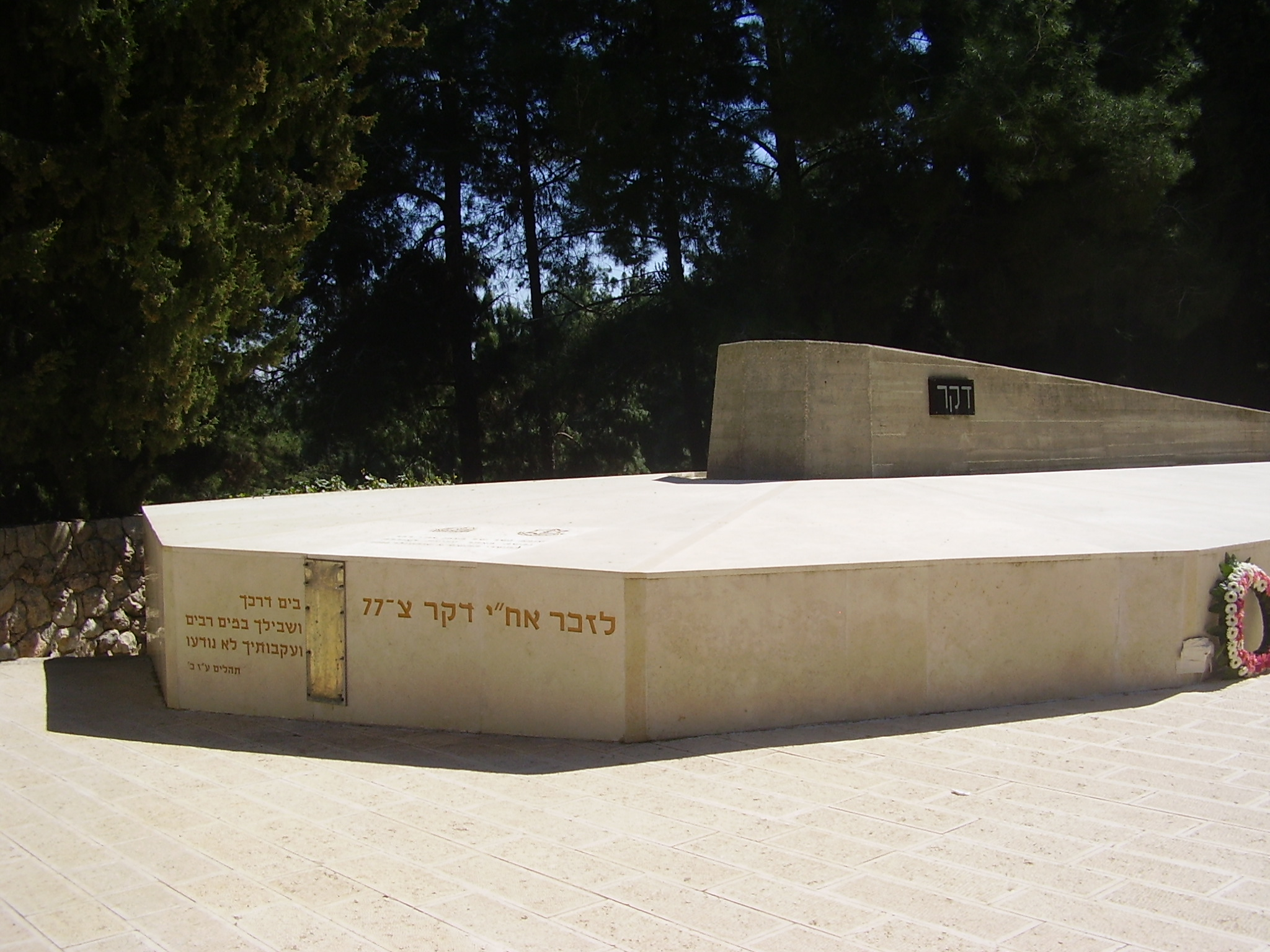
INS Дакар Мемориал в Иерусалиме

В 1971 году памятник подводной лодки был установлен в Саду пропавших без вести на горе Герцля в Иерусалимe.